# Gabriel Stati
Gabriel Stati (n. 30 septembrie 1976, Chișinău) este un om de afaceri, milionar în euro din Republica Moldova. Între 1999–2007 vicepreședintele companiei „Ascom Group”, iar din 2007 până în prezent este președintele holdingului „Stati&Co”. Din 2001 până în 2007 a fost patronul clubului de fotbal FC Dacia Chișinău, iar din 2007 până în prezent este președinte de onoare al clubului. În aprilie 2009 a fost arestat pentru două luni de autoritățile comuniste fiind bănuit de organizarea protestelor de la 7 aprilie 2009.

## Biografie
Gabriel Stati s-a născut pe 30 septembrie 1976, în Chișinău, RSS Moldovenească, Uniunea Sovietică. El este fiul lui Anatol Stati, un funcționar de stat sovietic, care ulterior era să devină un prosper om de afaceri. De la vârsta de 6 ani a început să practice karate, trântă, box, oprindu-se în final la taekwondo. A devenit cel mai tânăr deținător al centurii negre. La 16 ani, după ce a terminat școala, a început a studia la Universitatea Liberă Internațională din Moldova și totodată s-a lansat în afaceri. La vârsta de 22 de ani, Gabi Stati a câștigat primul său milion de dolari. În 1998 Gabriel a absolvit ULIM-ul.În 1999 Gabriel l-a înlocuit pe tatăl său pe postul de vicepreședinte al companiei „Ascom Group”. Tot în 1999, Stati devine președintele Centrului "Taekwon-do ITF", fondat împreuna cu antrenorul său, Isidor Tănase, pentru ca în 2001 să fie numit oficial președinte al Federației de taekwon-do de către însăși fondatorul taekwon-do, generalul Choi Hong Hi, în cadrul unui seminar internațional. În prezent, Gabriel deține al V-lea dan. În paralel cu activitatea sa de președinte al Federației de taekwon-do, el este de asemenea unicul finanțator al tuturor activităților Federației. În 2002 Gabriel și-a deschis propria afacere și a devenit președintele „Stati-Holding”, holding care întrunea un grup de 35 de companii, unele din ele activând încă de prin 1993 în Republica Moldova. În anii 1998-1999 Gabriel a fost liderul Uniunii Naționale a Studenților și Tineretului din Moldova.
Cu câteva zile înainte de alegerile parlamentare din 5 aprilie 2009, Gabriel Stati a ieșit cu un apel adresat tineretului din Republica Moldova de a veni la scrutin și de a-și da votul pentru partidele democratice. La 7 aprilie 2009, la Chișinău au avut loc proteste în masă, soldate cu devastarea clădirii parlamentului și a președinției. Pe 8 aprilie 2009, Gabriel Stati a fost arestat de autoritățile ucrainene în Odesa, la scurt timp după ce președintele în exercițiu de atunci, Vladimir Voronin, a declarat că omul de afaceri ar fi finanțat organizarea unei lovituri de stat la 7 aprilie. Ulterior, Stati a fost extrădat în Republica Moldova, unde a fost pus sub arest. După două luni de arest, pe 18 iunie 2009, Gabriel Stati a fost eliberat din arest, fiind cercetat în continuare în stare de arest la domiciliu. Pe 8 iulie 2009, Judecătoria Centru a decis ca Gabriel Stati să fie eliberat din arestul la domiciliu, însă să-i aibă interdicție de a părăsi țara. Printr-o ordonanță din 10 noiembrie 2009, urmărirea penală pe numele lui Gabriel Stati și a altor patru persoane (Aurel Marinescu, Dorin Chirtoacă, Ghenadie Brega și Natalia Morari) a fost încetată. Gabriel Stati a participat în calitate de candidat independent la alegerile parlamentare din anul 2010 din Republica Moldova obținând 8.199 de voturi valabil exprimate, ceea ce constituie 0,48%, cifră ce nu i-a permis să depășească pragul electoral de 2% ca să acceadă în parlament.

## Viața personală
Gabriel Stati a fost căsătorit cu Natalia Diacov, fiica politicianului Dumitru Diacov. În prezent sunt divorțați. Cei doi au împreună trei copii: o fată (Raluca) și doi băieți (Tristan și Nichita).
Din toamna anului 2022 este căsătorit cu modelul Anastasia Fotachi.
Printre prieteni săi sunt actorul american Steven Seagal și președintele Republicii Kalmîchia Kirsan Iliumjinov, care începând cu 1995 este și președintele Federației Internaționale de Șah și Dame (FIDE).
Gabriel Stati este pasionat de automobile de lux și are ca hobby colecționarea mașinilor. În anul 2009 deținea peste 30 de mașini. De asemenea, Stati a mai deținut și un club de noapte de lux din Chișinău - „Flamingo”.

## Distincții
La finele lui 2005,Gabi Stati a câștigat titlul „VIP businessmanul anului”, iar în anul 2006 a fost decorat cu Ordinul Bisericii Ortodoxe Ruse „Marele Cneaz Vladimir” de gradul III, precum și cu Ordinul „Petru cel Mare” de gradul III. Este, totodată, cavaler al Ordinului bisericesc „Ștefan cel Mare”, deoarece a făcut donații importante pentru lucrările de renovare și construcție a lăcașelor sfinte, între care mănăstirile din Nicoreni și Suruceni și Mănăstirea Ciuflea din Chișinău. De asemenea a fost decernat și cu diploma "Ctitor al Bisericii Ortodoxe", care i-a fost înmanată de Mitropolitul Moldovei - Vladimir.